# モダンボーイ狂想曲
『モダンボーイ狂想曲（ラプソディー）』は、1984年3月8日に発売された、THE GOOD-BYEの3枚目のシングルである。

## 収録曲
- SIDE A

1. モダンボーイ狂想曲（ラプソディー） [3:04]
作詞:橋本淳、野村義男／作曲:THE GOOD-BYE／編曲:THE GOOD-BYE、野口久和

- SIDE B

1. 浮気なロンリーガール [3:46]
作詞:野村義男／作曲・編曲:THE GOOD-BYE

## 楽曲の収録アルバム
- Good Vibrations（#1）
- OLDIES BUT Good-Buy!（#1）
- Anthology 1983〜1990（#1、#2）
- READY! STEADY!! THE GOOD-BYE!!!（#1、#2）
- Hello! The Good-Bye（リマスター盤）（#1、#2）